# Mistrzostwa Azji w Piłce Siatkowej Kobiet 2019
Mistrzostwa Azji w piłce siatkowej kobiet 2019 – rozgrywane były w Korei Południowej w dniach 18-25 sierpnia 2019. Zespoły rywalizowały w Seulu. O tytuł mistrzowski rywalizowało 13 czołowych krajowych reprezentacji.

## System rozgrywek
Turniej składał się z kilku etapów. W pierwszej rundzie zespoły podzielone na cztery grupy rozgrywały mecze w systemie kołowym "każdy z każdym". Po dwie najlepsze drużyny z każdej grupy trafiły do grup E i F drugiej rundy, a pozostałe do grup G i H, przy czym w drugiej rundzie w jednej grupie znajdowały się zespoły z grup A i C lub B i D.
W druga runda również rozgrywana była w systemie kołowym, przy czym uwzględniano również wyniki meczów między konkretnymi zespołami z pierwszej rundy. Dwie najlepsze drużyny z grup E i F utworzyły pary półfinałowe według schematu 1E-2F, 2E-1F. Pozostałe drużyny z grup E i F utworzyły pary w rywalizacji o miejsca 5-8. - wygrani zagrali o 5. miejsce, a przegrani o 7. miejsce. Po dwie najlepsze reprezentacje z grup G i H utworzyły pary w rywalizacji o miejsca 9-12. (analogicznie do rywalizacji o miejsca 5-8.), natomiast trzeci zespół z grupy H zajął 13. miejsce w końcowej klasyfikacji.
Osiem najlepszych zespołów klasyfikacji końcowej (z wyjątkiem reprezentacji Japonii, jako przedstawiciela gospodarzy Letnich Igrzysk Olimpijskich 2020 oraz reprezentacji Chin, która wywalczyła awans na turniej olimpijski w interkontynentalnym turnieju kwalifikacyjnym) otrzymało prawo gry w azjatyckim turnieju kwalifikacyjnym do IO 2020.

## Rozgrywki grupowe
| Grupa A                                  | Grupa B                            | Grupa C                                 | Grupa D                            |
| ---------------------------------------- | ---------------------------------- | --------------------------------------- | ---------------------------------- |
| Korea Południowa Iran Singapur* Hongkong | Japonia Kazachstan Australia Indie | Tajlandia Chińskie Tajpej Nowa Zelandia | Chiny Wietnam* Indonezja Sri Lanka |

* -drużyna wycofała się przed startem rozgrywek

### Pierwsza faza grupowa

#### Grupa A
Tabela
| Lp. | Drużyna          | Mecze | Mecze   | Mecze   | Pkt | Sety | Sety | Sety  | Małe punkty | Małe punkty | Małe punkty |
| Lp. | Drużyna          | M     | W (3:2) | P (2:3) | Pkt | wyg. | prz. | ratio | zdob.       | str.        | ratio       |
| --- | ---------------- | ----- | ------- | ------- | --- | ---- | ---- | ----- | ----------- | ----------- | ----------- |
| 1   | Korea Południowa | 2     | 2 (0)   | 0 (0)   | 6   | 6    | 0    | MAX   | 150         | 86          | 1.744       |
| 2   | Iran             | 2     | 1 (0)   | 1 (0)   | 3   | 3    | 3    | 1.000 | 115         | 125         | 0.920       |
| 3   | Hongkong         | 2     | 0 (0)   | 2 (0)   | 0   | 0    | 6    | 0.000 | 96          | 150         | 0.640       |

Źródło: asianvolleyball.net
Punktacja: 3:0 i 3:1 – 3 pkt; 3:2 – 2 pkt; 2:3 – 1 pkt; 1:3 i 0:3 – 0 pkt
Zasady ustalania kolejności: 1. liczba zwycięstw; 2. liczba punktów; 3. stosunek setów; 4. stosunek małych punktów; 5. bilans w bezpośrednich meczach
     walka o miejsca 1-8.
     walka o miejsca 9-13.
Wyniki
| Data  | Godz. | Drużyna 1        | Wynik | Drużyna 2        | 1     | 2     | 3     | 4 | 5 | Widzów | *  |
| ----- | ----- | ---------------- | ----- | ---------------- | ----- | ----- | ----- | - | - | ------ | -- |
| 18.08 | 14:00 | Iran             | 0:3   | Korea Południowa | 17:25 | 9:25  | 14:25 |   |   | 3350   | 2  |
| 19.08 | 19:00 | Korea Południowa | 3:0   | Hongkong         | 25:10 | 25:14 | 25:22 |   |   | 2450   | 8  |
| 20.08 | 14:00 | Hongkong         | 0:3   | Iran             | 20:25 | 15:25 | 15:25 |   |   | 50     | 14 |

#### Grupa B
Tabela
| Lp. | Drużyna    | Mecze | Mecze   | Mecze   | Pkt | Sety | Sety | Sety  | Małe punkty | Małe punkty | Małe punkty |
| Lp. | Drużyna    | M     | W (3:2) | P (2:3) | Pkt | wyg. | prz. | ratio | zdob.       | str.        | ratio       |
| --- | ---------- | ----- | ------- | ------- | --- | ---- | ---- | ----- | ----------- | ----------- | ----------- |
| 1   | Japonia    | 3     | 3 (0)   | 0 (0)   | 9   | 9    | 0    | MAX   | 225         | 134         | 1.679       |
| 2   | Kazachstan | 3     | 2 (0)   | 1 (0)   | 6   | 6    | 4    | 1.500 | 231         | 213         | 1.085       |
| 3   | Australia  | 3     | 1 (0)   | 2 (0)   | 3   | 3    | 7    | 0.429 | 193         | 230         | 0.839       |
| 4   | Indie      | 3     | 0 (0)   | 3 (0)   | 0   | 2    | 9    | 0.222 | 192         | 264         | 0.727       |

Źródło: asianvolleyball.net
Punktacja: 3:0 i 3:1 – 3 pkt; 3:2 – 2 pkt; 2:3 – 1 pkt; 1:3 i 0:3 – 0 pkt
Zasady ustalania kolejności: 1. liczba zwycięstw; 2. liczba punktów; 3. stosunek setów; 4. stosunek małych punktów; 5. bilans w bezpośrednich meczach
     walka o miejsca 1-8.
     walka o miejsca 9-13.
Wyniki
| Data  | Godz. | Drużyna 1  | Wynik | Drużyna 2  | 1     | 2     | 3     | 4     | 5 | Widzów | *  |
| ----- | ----- | ---------- | ----- | ---------- | ----- | ----- | ----- | ----- | - | ------ | -- |
| 18.08 | 11:30 | Australia  | 0:3   | Kazachstan | 19:25 | 20:25 | 21:25 |       |   | 500    | 1  |
| 18.08 | 14:00 | Japonia    | 3:0   | Indie      | 25:12 | 25:14 | 25:8  |       |   | 25     | 4  |
| 19.08 | 14:00 | Japonia    | 3:0   | Kazachstan | 25:19 | 25:23 | 25:18 |       |   | 210    | 6  |
| 19.08 | 14:00 | Indie      | 1:3   | Australia  | 25:18 | 17:25 | 16:25 | 22:25 |   | 50     | 9  |
| 20.08 | 14:00 | Japonia    | 3:0   | Australia  | 25:11 | 25:21 | 25:8  |       |   | 150    | 11 |
| 20.08 | 16:30 | Kazachstan | 3:1   | Indie      | 21:25 | 25:16 | 25:19 | 25:18 |   | 100    | 12 |

#### Grupa C
Tabela
| Lp. | Drużyna         | Mecze | Mecze   | Mecze   | Pkt | Sety | Sety | Sety  | Małe punkty | Małe punkty | Małe punkty |
| Lp. | Drużyna         | M     | W (3:2) | P (2:3) | Pkt | wyg. | prz. | ratio | zdob.       | str.        | ratio       |
| --- | --------------- | ----- | ------- | ------- | --- | ---- | ---- | ----- | ----------- | ----------- | ----------- |
| 1   | Tajlandia       | 2     | 2 (0)   | 0 (0)   | 6   | 6    | 1    | 6.000 | 170         | 117         | 1.453       |
| 2   | Chińskie Tajpej | 2     | 1 (0)   | 1 (0)   | 3   | 4    | 3    | 1.333 | 155         | 142         | 1.092       |
| 3   | Nowa Zelandia   | 2     | 0 (0)   | 2 (0)   | 0   | 0    | 6    | 0.000 | 84          | 150         | 0.560       |

Źródło: asianvolleyball.net
Punktacja: 3:0 i 3:1 – 3 pkt; 3:2 – 2 pkt; 2:3 – 1 pkt; 1:3 i 0:3 – 0 pkt
Zasady ustalania kolejności: 1. liczba zwycięstw; 2. liczba punktów; 3. stosunek setów; 4. stosunek małych punktów; 5. bilans w bezpośrednich meczach
     walka o miejsca 1-8.
     walka o miejsca 9-13.
Wyniki
| Data  | Godz. | Drużyna 1     | Wynik | Drużyna 2       | 1     | 2     | 3     | 4     | 5 | Widzów | *  |
| ----- | ----- | ------------- | ----- | --------------- | ----- | ----- | ----- | ----- | - | ------ | -- |
| 18.08 | 16:30 | Tajlandia     | 3:1   | Chińskie Tajpej | 20:25 | 25:13 | 25:22 | 25:20 |   | 550    | 3  |
| 19.08 | 16:30 | Nowa Zelandia | 0:3   | Chińskie Tajpej | 12:25 | 22:25 | 13:25 |       |   | 50     | 10 |
| 20.08 | 19:00 | Nowa Zelandia | 0:3   | Tajlandia       | 9:25  | 13:25 | 15:25 |       |   | 200    | 13 |

#### Grupa D
Tabela
| Lp. | Drużyna   | Mecze | Mecze   | Mecze   | Pkt | Sety | Sety | Sety  | Małe punkty | Małe punkty | Małe punkty |
| Lp. | Drużyna   | M     | W (3:2) | P (2:3) | Pkt | wyg. | prz. | ratio | zdob.       | str.        | ratio       |
| --- | --------- | ----- | ------- | ------- | --- | ---- | ---- | ----- | ----------- | ----------- | ----------- |
| 1   | Chiny     | 2     | 2 (0)   | 0 (0)   | 6   | 6    | 0    | MAX   | 150         | 78          | 1.923       |
| 2   | Indonezja | 2     | 1 (0)   | 1 (0)   | 3   | 3    | 3    | 1.000 | 121         | 119         | 1.017       |
| 3   | Sri Lanka | 2     | 0 (0)   | 2 (0)   | 0   | 0    | 6    | 0.000 | 76          | 150         | 0.507       |

Źródło: asianvolleyball.net
Punktacja: 3:0 i 3:1 – 3 pkt; 3:2 – 2 pkt; 2:3 – 1 pkt; 1:3 i 0:3 – 0 pkt
Zasady ustalania kolejności: 1. liczba zwycięstw; 2. liczba punktów; 3. stosunek setów; 4. stosunek małych punktów; 5. bilans w bezpośrednich meczach
     walka o miejsca 1-8.
     walka o miejsca 9-13.
Wyniki
| Data  | Godz. | Drużyna 1 | Wynik | Drużyna 2 | 1     | 2     | 3     | 4 | 5 | Widzów | *  |
| ----- | ----- | --------- | ----- | --------- | ----- | ----- | ----- | - | - | ------ | -- |
| 18.08 | 16:30 | Chiny     | 3:0   | Sri Lanka | 25:11 | 25:9  | 25:12 |   |   | 20     | 5  |
| 19.08 | 16:30 | Chiny     | 3:0   | Indonezja | 25:15 | 25:19 | 25:12 |   |   | 250    | 7  |
| 20.08 | 16:30 | Indonezja | 3:0   | Sri Lanka | 25:13 | 25:15 | 25:16 |   |   | 20     | 15 |

### Druga faza grupowa

#### Grupa E
Tabela
| Lp. | Drużyna          | Mecze | Mecze   | Mecze   | Pkt | Sety | Sety | Sety  | Małe punkty | Małe punkty | Małe punkty |
| Lp. | Drużyna          | M     | W (3:2) | P (2:3) | Pkt | wyg. | prz. | ratio | zdob.       | str.        | ratio       |
| --- | ---------------- | ----- | ------- | ------- | --- | ---- | ---- | ----- | ----------- | ----------- | ----------- |
| 1   | Korea Południowa | 3     | 3 (0)   | 0 (0)   | 9   | 9    | 1    | 9.000 | 248         | 177         | 1.401       |
| 2   | Tajlandia        | 3     | 2 (0)   | 1 (0)   | 6   | 7    | 4    | 1.750 | 253         | 228         | 1.110       |
| 3   | Chińskie Tajpej  | 3     | 1 (0)   | 2 (0)   | 3   | 4    | 7    | 0.571 | 231         | 249         | 0.928       |
| 4   | Iran             | 3     | 0 (0)   | 3 (0)   | 0   | 1    | 9    | 0.111 | 169         | 247         | 0.684       |

Źródło: asianvolleyball.net
Punktacja: 3:0 i 3:1 – 3 pkt; 3:2 – 2 pkt; 2:3 – 1 pkt; 1:3 i 0:3 – 0 pkt
Zasady ustalania kolejności: 1. liczba zwycięstw; 2. liczba punktów; 3. stosunek setów; 4. stosunek małych punktów; 5. bilans w bezpośrednich meczach
     awans do półfinału
     mecze o miejsca 5-8.
Wyniki
| Data  | Godz. | Drużyna 1        | Wynik | Drużyna 2       | 1     | 2     | 3     | 4     | 5 | Widzów | *  |
| ----- | ----- | ---------------- | ----- | --------------- | ----- | ----- | ----- | ----- | - | ------ | -- |
| 22.08 | 16:30 | Korea Południowa | 3:0   | Chińskie Tajpej | 25:22 | 25:13 | 25:19 |       |   | 2000   | 20 |
| 22.08 | 19:00 | Tajlandia        | 3:0   | Iran            | 25:16 | 25:21 | 25:13 |       |   | 150    | 21 |
| 23.08 | 11:30 | Iran             | 1:3   | Chińskie Tajpej | 25:22 | 23:25 | 19:25 | 12:25 |   | 75     | 23 |
| 23.08 | 16:30 | Korea Południowa | 3:1   | Tajlandia       | 25:20 | 23:25 | 25:17 | 25:21 |   | 3550   | 25 |

#### Grupa F
Tabela
| Lp. | Drużyna    | Mecze | Mecze   | Mecze   | Pkt | Sety | Sety | Sety  | Małe punkty | Małe punkty | Małe punkty |
| Lp. | Drużyna    | M     | W (3:2) | P (2:3) | Pkt | wyg. | prz. | ratio | zdob.       | str.        | ratio       |
| --- | ---------- | ----- | ------- | ------- | --- | ---- | ---- | ----- | ----------- | ----------- | ----------- |
| 1   | Chiny      | 3     | 3 (1)   | 0 (0)   | 8   | 9    | 2    | 4.500 | 247         | 190         | 1.300       |
| 2   | Japonia    | 3     | 2 (0)   | 1 (1)   | 7   | 8    | 3    | 2.667 | 244         | 210         | 1.162       |
| 3   | Kazachstan | 3     | 1 (0)   | 2 (0)   | 3   | 3    | 6    | 0.500 | 185         | 202         | 0.916       |
| 4   | Indonezja  | 3     | 0 (0)   | 3 (0)   | 0   | 0    | 9    | 0.000 | 151         | 225         | 0.671       |

Źródło: asianvolleyball.net
Punktacja: 3:0 i 3:1 – 3 pkt; 3:2 – 2 pkt; 2:3 – 1 pkt; 1:3 i 0:3 – 0 pkt
Zasady ustalania kolejności: 1. liczba zwycięstw; 2. liczba punktów; 3. stosunek setów; 4. stosunek małych punktów; 5. bilans w bezpośrednich meczach
     awans do półfinału
     mecze o miejsca 5-8.
Wyniki
| Data  | Godz. | Drużyna 1  | Wynik | Drużyna 2  | 1     | 2     | 3     | 4     | 5     | Widzów | *  |
| ----- | ----- | ---------- | ----- | ---------- | ----- | ----- | ----- | ----- | ----- | ------ | -- |
| 22.08 | 11:30 | Chiny      | 3:0   | Kazachstan | 25:23 | 25:12 | 25:15 |       |       | 150    | 18 |
| 22.08 | 14:00 | Japonia    | 3:0   | Indonezja  | 25:19 | 25:21 | 25:13 |       |       | 200    | 19 |
| 23.08 | 14:00 | Kazachstan | 3:0   | Indonezja  | 25:19 | 25:15 | 25:18 |       |       | 300    | 24 |
| 23.08 | 19:00 | Japonia    | 2:3   | Chiny      | 25:14 | 11:25 | 21:25 | 25:18 | 12:15 | 500    | 26 |

#### Grupa G
Tabela
| Lp. | Drużyna       | Mecze | Mecze   | Mecze   | Pkt | Sety | Sety | Sety  | Małe punkty | Małe punkty | Małe punkty |
| Lp. | Drużyna       | M     | W (3:2) | P (2:3) | Pkt | wyg. | prz. | ratio | zdob.       | str.        | ratio       |
| --- | ------------- | ----- | ------- | ------- | --- | ---- | ---- | ----- | ----------- | ----------- | ----------- |
| 1   | Hongkong      | 1     | 1 (0)   | 0 (0)   | 3   | 3    | 3    | 1.000 | 75          | 52          | 1.442       |
| 2   | Nowa Zelandia | 1     | 0 (0)   | 1 (0)   | 0   | 0    | 0    | MAX   | 52          | 75          | 0.693       |

Źródło: asianvolleyball.net
Punktacja: 3:0 i 3:1 – 3 pkt; 3:2 – 2 pkt; 2:3 – 1 pkt; 1:3 i 0:3 – 0 pkt
Zasady ustalania kolejności: 1. liczba zwycięstw; 2. liczba punktów; 3. stosunek setów; 4. stosunek małych punktów; 5. bilans w bezpośrednich meczach
     walka o miejsca 9-12.
     miejsce 13.
Wyniki
| Data  | Godz. | Drużyna 1 | Wynik | Drużyna 2     | 1     | 2     | 3     | 4 | 5 | Widzów | *  |
| ----- | ----- | --------- | ----- | ------------- | ----- | ----- | ----- | - | - | ------ | -- |
| 22.08 | 14:00 | Hongkong  | 3:0   | Nowa Zelandia | 25:18 | 25:15 | 25:19 |   |   | 25     | 16 |

#### Grupa H
Tabela
| Lp. | Drużyna   | Mecze | Mecze   | Mecze   | Pkt | Sety | Sety | Sety  | Małe punkty | Małe punkty | Małe punkty |
| Lp. | Drużyna   | M     | W (3:2) | P (2:3) | Pkt | wyg. | prz. | ratio | zdob.       | str.        | ratio       |
| --- | --------- | ----- | ------- | ------- | --- | ---- | ---- | ----- | ----------- | ----------- | ----------- |
| 1   | Australia | 2     | 2 (0)   | 0 (0)   | 6   | 6    | 1    | 6.000 | 168         | 129         | 1.302       |
| 2   | Indie     | 2     | 1 (1)   | 1 (0)   | 2   | 4    | 5    | 0.800 | 198         | 178         | 1.112       |
| 3   | Sri Lanka | 2     | 0 (0)   | 2 (1)   | 1   | 2    | 6    | 0.333 | 143         | 193         | 0.741       |

Źródło: asianvolleyball.net
Punktacja: 3:0 i 3:1 – 3 pkt; 3:2 – 2 pkt; 2:3 – 1 pkt; 1:3 i 0:3 – 0 pkt
Zasady ustalania kolejności: 1. liczba zwycięstw; 2. liczba punktów; 3. stosunek setów; 4. stosunek małych punktów; 5. bilans w bezpośrednich meczach
     walka o miejsca 9-12.
     miejsce 13.
Wyniki
| Data  | Godz. | Drużyna 1 | Wynik | Drużyna 2 | 1     | 2     | 3     | 4     | 5    | Widzów | *  |
| ----- | ----- | --------- | ----- | --------- | ----- | ----- | ----- | ----- | ---- | ------ | -- |
| 22.08 | 16:30 | Sri Lanka | 2:3   | Indie     | 27:25 | 13:25 | 30:28 | 10:25 | 5:15 | 30     | 17 |
| 23.08 | 14:00 | Australia | 3:0   | Sri Lanka | 25:17 | 25:17 | 25:15 |       |      | 50     | 22 |

## Runda pucharowa

### Mecze o miejsca 9-12.
| Data  | Godz. | Drużyna 1 | Wynik | Drużyna 2     | 1     | 2     | 3     | 4     | 5    | Widzów | *  |
| ----- | ----- | --------- | ----- | ------------- | ----- | ----- | ----- | ----- | ---- | ------ | -- |
| 24.08 | 11:00 | Hongkong  | 0:3   | Indie         | 19:25 | 14:25 | 22:25 |       |      | 50     | 27 |
| 24.08 | 13:30 | Australia | 3:2   | Nowa Zelandia | 25:13 | 25:20 | 24:26 | 26:28 | 15:9 | 50     | 28 |

### Mecze o miejsca 5-8.
| Data  | Godz. | Drużyna 1       | Wynik | Drużyna 2 | 1     | 2     | 3     | 4     | 5 | Widzów | *  |
| ----- | ----- | --------------- | ----- | --------- | ----- | ----- | ----- | ----- | - | ------ | -- |
| 24.08 | 11:00 | Chińskie Tajpej | 3:1   | Indonezja | 25:20 | 25:18 | 23:25 | 28:26 |   | 2250   | 30 |
| 24.08 | 16:00 | Kazachstan      | 3:0   | Iran      | 25:17 | 25:21 | 26:24 |       |   | 50     | 29 |

### Półfinały
| Data  | Godz. | Drużyna 1        | Wynik | Drużyna 2 | 1     | 2     | 3     | 4     | 5 | Widzów | *  |
| ----- | ----- | ---------------- | ----- | --------- | ----- | ----- | ----- | ----- | - | ------ | -- |
| 24.08 | 13:30 | Korea Południowa | 1:3   | Japonia   | 25:22 | 23:25 | 24:26 | 26:28 |   | 3670   | 31 |
| 24.08 | 16:00 | Chiny            | 1:3   | Tajlandia | 25:13 | 22:25 | 32:34 | 23:25 |   | 600    | 32 |

### Mecz o 11. miejsce
| Data  | Godz. | Drużyna 1 | Wynik | Drużyna 2     | 1     | 2     | 3     | 4     | 5 | Widzów | *  |
| ----- | ----- | --------- | ----- | ------------- | ----- | ----- | ----- | ----- | - | ------ | -- |
| 25.08 | 11:00 | Hongkong  | 3:1   | Nowa Zelandia | 16:25 | 25:13 | 25:15 | 25:17 |   | 50     | 33 |

### Mecz o 9. miejsce
| Data  | Godz. | Drużyna 1 | Wynik | Drużyna 2 | 1     | 2     | 3     | 4     | 5     | Widzów | *  |
| ----- | ----- | --------- | ----- | --------- | ----- | ----- | ----- | ----- | ----- | ------ | -- |
| 25.08 | 13:30 | Indie     | 2:3   | Australia | 25:22 | 25:22 | 22:25 | 21:25 | 12:15 | 50     | 34 |

### Mecz o 7. miejsce
| Data  | Godz. | Drużyna 1 | Wynik | Drużyna 2 | 1     | 2     | 3     | 4     | 5     | Widzów | *  |
| ----- | ----- | --------- | ----- | --------- | ----- | ----- | ----- | ----- | ----- | ------ | -- |
| 25.08 | 16:00 | Indonezja | 2:3   | Iran      | 27:25 | 25:18 | 20:25 | 13:25 | 13:15 | 50     | 35 |

### Mecz o 5. miejsce
| Data  | Godz. | Drużyna 1       | Wynik | Drużyna 2  | 1     | 2     | 3     | 4     | 5 | Widzów | *  |
| ----- | ----- | --------------- | ----- | ---------- | ----- | ----- | ----- | ----- | - | ------ | -- |
| 25.08 | 11:00 | Chińskie Tajpej | 1:3   | Kazachstan | 25:22 | 19:25 | 22:25 | 21:25 |   | 1000   | 36 |

### Mecz o 3. miejsce
| Data  | Godz. | Drużyna 1        | Wynik | Drużyna 2 | 1     | 2     | 3     | 4 | 5 | Widzów | *  |
| ----- | ----- | ---------------- | ----- | --------- | ----- | ----- | ----- | - | - | ------ | -- |
| 25.08 | 13:30 | Korea Południowa | 3:0   | Chiny     | 25:21 | 25:20 | 25:22 |   |   | 3200   | 37 |

### Finał
| Data  | Godz. | Drużyna 1 | Wynik | Drużyna 2 | 1     | 2     | 3     | 4     | 5 | Widzów | *  |
| ----- | ----- | --------- | ----- | --------- | ----- | ----- | ----- | ----- | - | ------ | -- |
| 25.08 | 16:00 | Japonia   | 3:1   | Tajlandia | 25:22 | 18:25 | 25:18 | 25:23 |   | 2964   | 38 |

## Klasyfikacja końcowa
| Miejsce | Reprezentacja    | Uwagi                                                    |
| ------- | ---------------- | -------------------------------------------------------- |
| złoto   | Japonia          |                                                          |
| srebro  | Tajlandia        | Awans na kontynentalny turniej kwalifikacyjny do IO 2020 |
| brąz    | Korea Południowa | Awans na kontynentalny turniej kwalifikacyjny do IO 2020 |
| 4.      | Chiny            |                                                          |
| 5.      | Kazachstan       | Awans na kontynentalny turniej kwalifikacyjny do IO 2020 |
| 6.      | Chińskie Tajpej  | Awans na kontynentalny turniej kwalifikacyjny do IO 2020 |
| 7.      | Iran             | Awans na kontynentalny turniej kwalifikacyjny do IO 2020 |
| 8.      | Indonezja        | Awans na kontynentalny turniej kwalifikacyjny do IO 2020 |
| 9.      | Australia        | Awans na kontynentalny turniej kwalifikacyjny do IO 2020 |
| 10.     | Indie            | Awans na kontynentalny turniej kwalifikacyjny do IO 2020 |
| 11.     | Hongkong         |                                                          |
| 12.     | Nowa Zelandia    |                                                          |
| 13.     | Sri Lanka        |                                                          |

## Nagrody indywidualne
| MVP           | Najlepsze przyjmujące        | Najlepsza atakująca | Najlepsze środkowe        | Najlepsza rozgrywająca | Najlepsze libero |
| ------------- | ---------------------------- | ------------------- | ------------------------- | ---------------------- | ---------------- |
| Mayu Ishikawa | Mayu Ishikawa Kim Yeon-koung | Haruna Soga         | Nichika Yamada Yang Hanyu | Nootsara Tomkom        | Piyanut Pannoy   |